# Pacific Grove
Pacific Grove, fundada en 1889, es una ciudad ubicada en el condado de Monterrey en el estado estadounidense de California. En el año 2000 tenía una población de 15,522 habitantes y una densidad poblacional de 1,507 personas por km².

## Geografía
Pacific Grove se encuentra ubicada en las coordenadas 36°37′N 121°55′O / 36.617, -121.917. Según la Oficina del Censo, la ciudad tiene un área total de 10,3 km² (4 mi²), de la cual 7,4 km² (2,9 mi²) es tierra y 2,9 km² (1,1 mi²) ((28.43%) es agua.

## Demografía
Según la Oficina del Censo en 2000 los ingresos medios por hogar en la localidad eran de $50,254, y los ingresos medios por familia eran $59,569. Los hombres tenían unos ingresos medios de $43,897 frente a los $35,924 para las mujeres. La renta per cápita para la localidad era de $31,277. Alrededor del 5.4% de la población estaban por debajo del umbral de pobreza.

## Trivial
John Denver, cantautor estadounidense murió en un accidente aéreo en la bahía de Monterey cerca de Pacific Grove, el 12 de octubre de 1997.